# إسلام عادل
إسلام عادل لاعب كرة قدم مصري ، من ناشئي النادي الأهلي ، في مركز خط الوسط الدفاعي.

في 26 يوليو 2016 نجح مسئولو نادي مصر للمقاصة في حسم التعاقد معه لمدة 3 مواسم قادمة، في صفقة انتقال حر بعد إنهاء اللاعب لارتباطه مع النادي الدجلاوي، وقد لعب لنادي مصر للمقاصة قبلها بثلاثة مواسم قبل الانتقال لنادي تليفونات بني سويف ومنه إلى نادي وادي دجلة و احترف في نادي الجندل السعودي .

## روابط خارجية
- إسلام عادل على موقع قاعدة بيانات كرة القدم.إي يو (الإنجليزية)
- إسلام عادل على موقع Soccerway.com (الإنجليزية)

- إسلام عادل[وصلة مكسورة]